# Neophaenognatha capella
Neophaenognatha capella is een keversoort uit de familie bladsprietkevers (Scarabaeidae). De wetenschappelijke naam van de soort is voor het eerst geldig gepubliceerd in 1983 door Allsopp.